# Evangelische Kirche (Eschenrod)

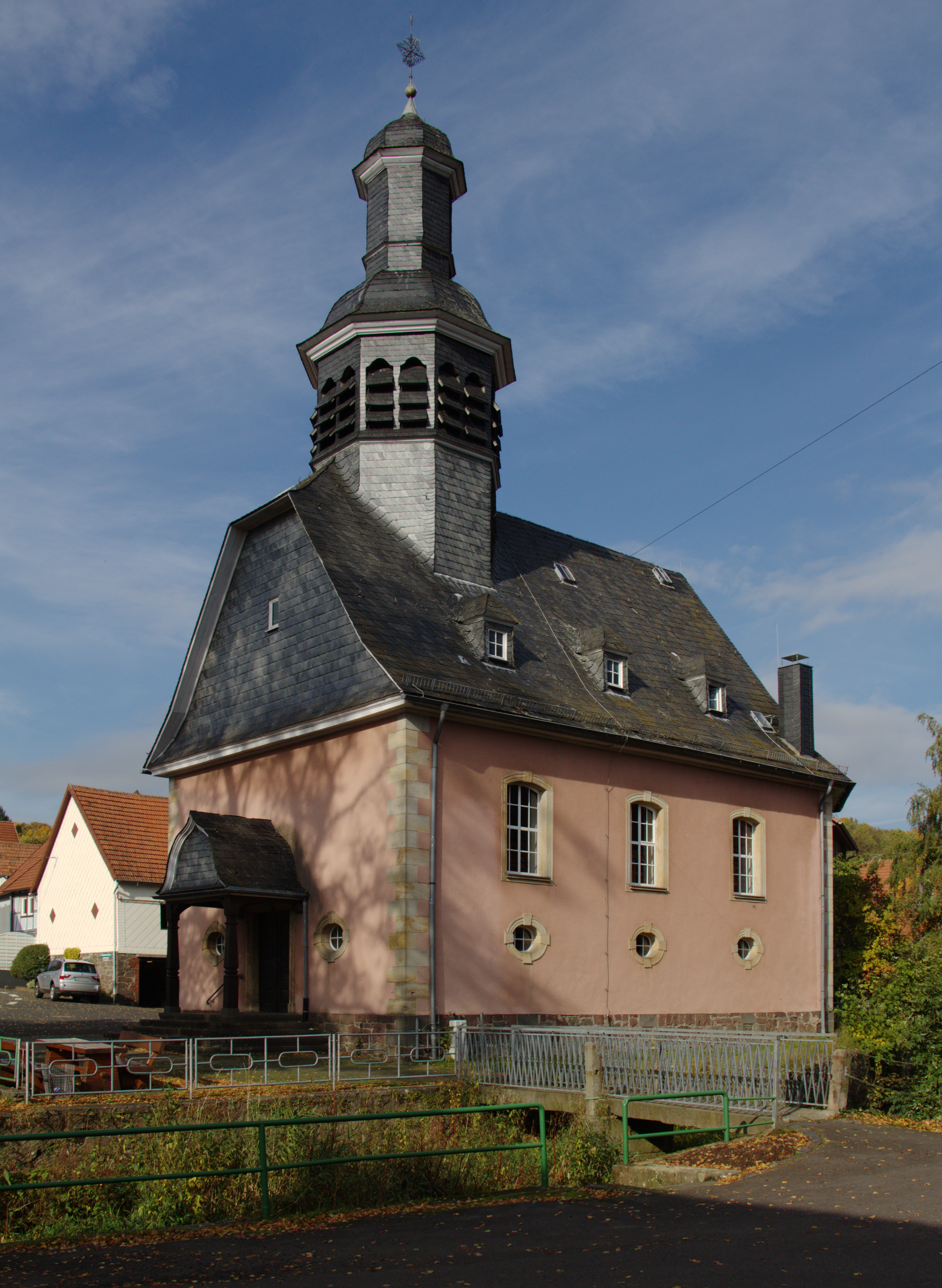
Evangelische Kirche Eschenrod

Die Evangelische Kirche Eschenrod ist ein unter Denkmalschutz stehendes Kirchengebäude in Eschenrod, einem Ortsteil der Gemeinde Schotten im Vogelsbergkreis (Hessen). Die Kirchengemeinde gehört zum Dekanat Büdinger Land in der Propstei Oberhessen der Evangelischen Kirche in Hessen und Nassau.

## Beschreibung
Die neobarocke Saalkirche wurde zwischen 1914 und 1920 erbaut. Das Kirchenschiff hat im Nordosten einen dreiseitigen Abschluss. Aus dem Satteldach erhebt sich im Südwesten hinter dem Krüppelwalm ein achteckiger Dachreiter mit einer glockenförmigen Haube, auf der eine Laterne sitzt. Die Orgel mit elf Registern, zwei Manualen und einem Pedal wurde 1920 von Förster & Nicolaus Orgelbau gebaut.